# مبيضة (فطر)
المُبْيَضَّة هو جنس من الخمائر الفطرية، ويُعد السبب الأكثر شيوعًا للعدوى الفطرية على مستوى العالم، كما أنه أكبر أجناس الخمائر ذات الأهمية الطبية.
يضم جنس المُبْيَضَّة حوالي 200 نوع. العديد من هذه الأنواع تعيش بشكل طبيعي ككائنات متعايشة أو متكافلة داخل أجسام الكائنات الحية، بما في ذلك الإنسان. ولكن عند حدوث خلل في الحواجز المخاطية أو ضعف الجهاز المناعي، قد تغزو هذه الفطريات الجسم وتسبب أمراضًا تُعرف بالعدوى الانتهازية. تتواجد المُبْيَضَّة على معظم الأسطح المخاطية، وخاصةً في الجهاز الهضمي، بالإضافة إلى الجلد. تُعد المُبْيَضَّة البيضاء من أكثر الأنواع شيوعًا والتي يمكن أن تسبب العدوى (داء المُبْيَضَّات أو السُلاق) لدى الإنسان والحيوان. كما أن بعض أنواع المُبْيَضَّة قد تفسد النبيذ أثناء عملية صناعة الخمر.
تتواجد العديد من أنواع المُبْيَضَّة ضمن النبيت الجرثومي المعوي، بما في ذلك المُبْيَضَّة البيضاء عند الثدييات، بينما تعيش أنواع أخرى ككائنات متكافلة داخل الحشرات. تصيب العدوى الجهازية بالدم والأعضاء الرئيسية (تجرثم الدم بالمُبْيَضَّة أو داء المُبْيَضَّات الغازي)، خاصةً لدى المرضى ذوي المناعة الضعيفة، أكثر من 90,000 شخص سنويًا في الولايات المتحدة.
تمت دراسة الجينوم الخاص بعدة أنواع من المُبْيَضَّة وتسلسله جينيًا.
تؤدي المضادات الحيوية إلى زيادة خطر الإصابة بعدوى الخمائر (الفطرية)، بما في ذلك فرط نمو المُبْيَضَّة في الجهاز الهضمي واختراقها للغشاء المخاطي المعوي. وعلى الرغم من أن النساء أكثر عرضة للإصابة بعدوى الخمائر التناسلية، إلا أن الرجال قد يُصابون بها أيضًا. وتزيد بعض العوامل، مثل الاستخدام المطوّل للمضادات الحيوية، من خطر العدوى لدى الجنسين. كما أن مرضى السكري أو الأشخاص ذوي المناعة الضعيفة، مثل المصابين بفيروس نقص المناعة البشري، هم أكثر عرضة للإصابة بعدوى المُبْيَضَّة.
تُعد المُبْيَضَّة القُطْبِيَّة (Candida antarctica) والمُبْيَضَّة المُتَجَعِّدة (Candida rugosa) مصدرًا لإنزيمات الليباز ذات الأهمية الصناعية، بينما تُستخدم المُبْيَضَّة كروسي (Candida krusei) بشكل بارز في تخمير الكاكاو أثناء إنتاج الشوكولاتة. كما تُستخدم الليبازات المستخلصة من المُبْيَضَّة المُتَجَعِّدة في هضم الدهون في الفحوصات المخبرية نظرًا لنطاق نشاطها الواسع.

## الأنواع
من بين أنواع المُبْيَضَّات، تُعد المُبْيَضَّة البيضاء (Candida albicans)، وهي مكوّن طبيعي من الفلورا البشرية (النبيت الجرثومي الطبيعي)، وتعيش بشكل تكافلي على الجلد وفي القناة الهضمية والمسالك التناسلية والبولية، هي المسؤولة عن الغالبية العظمى من حالات العدوى الفطرية في الدم (داء المبيضات الدموي).
ومع ذلك، هناك ازدياد ملحوظ في حالات العدوى الناتجة عن المُبْيَضَّة الجرداء (Candida glabrata) والمُبْيَضَّة المتجعدة (Candida rugosa)، ويُحتمل أن يكون ذلك بسبب انخفاض حساسيتها نسبيًا لمضادات الفطريات من مجموعة الآزولات المستخدمة حاليًا.
تشمل الأنواع الأخرى ذات الأهمية الطبية: المُبْيَضَّة شبه الانحلالية (Candida parapsilosis)، المُبْيَضَّة المدارية (Candida tropicalis)، المُبْيَضَّة الدبلينية (Candida dubliniensis)، بالإضافة إلى العامل المُمْرض الناشئ حديثًا المُبْيَضَّة الأُذُنِيَّة (Candida auris).
تُستخدم أنواع أخرى من المُبْيَضَّات، مثل المُبْيَضَّة المحبة للزيت (Candida oleophila)، كعوامل للمكافحة الحيوية في الفواكه.
| الاسم الإنجليزي (العلمي) | التعريب العلمي المعتمد  |
| ------------------------ | ----------------------- |
| C. albicans              | المُبْيَضَّة البيضاء         |
| C. ascalaphidarum        | المُبْيَضَّة الأسكلافيدارية  |
| C. amphixiae             | المُبْيَضَّة الأمفيكسية      |
| C. antarctica            | المُبْيَضَّة القُطْبِيَّة         |
| C. argentea              | المُبْيَضَّة الفضية          |
| C. atlantica             | المُبْيَضَّة الأطلسية        |
| C. atmosphaerica         | المُبْيَضَّة الجوية          |
| C. auris                 | المُبْيَضَّة الأُذُنِيَّة         |
| C. blankii               | المُبْيَضَّة بلانكي          |
| C. blattae               | المُبْيَضَّة الصرصرية        |
| C. boidinii              | المُبْيَضَّة بُويديني         |
| C. bracarensis           | المُبْيَضَّة البراكارنسية    |
| C. bromeliacearum        | المُبْيَضَّة البروميلياسية   |
| C. carpophila            | المُبْيَضَّة الثمرية         |
| C. carvajalis            | المُبْيَضَّة كارفاخاليس      |
| C. catenulata            | المُبْيَضَّة السلسلية        |
| C. cerambycidarum        | المُبْيَضَّة السيرامبِسيدارية |
| C. chauliodes            | المُبْيَضَّة الشاولودية      |
| C. corydali              | المُبْيَضَّة الكوريدالية     |
| C. crusei / krusei       | المُبْيَضَّة كروسي           |
| C. dosseyi               | المُبْيَضَّة دوسيي           |
| C. dubliniensis          | المُبْيَضَّة الدبلينية       |
| C. ergatensis            | المُبْيَضَّة الإرغتنسية      |
| C. fructus               | المُبْيَضَّة الثمرية         |
| C. glabrata              | المُبْيَضَّة الجرداء         |
| C. fermentati            | المُبْيَضَّة المخمرة         |
| C. guilliermondii        | المُبْيَضَّة غيليرموندي      |
| C. haemulonii            | المُبْيَضَّة الهيمولونية     |
| C. humilis               | المُبْيَضَّة القزمة          |
| C. insectamens           | المُبْيَضَّة الحشرية         |
| C. insectorum            | المُبْيَضَّة الحشرية         |
| C. intermedia            | المُبْيَضَّة المتوسطة        |
| C. jeffresii             | المُبْيَضَّة جيفريسي         |
| C. kefyr                 | المُبْيَضَّة الكيفيرية       |
| C. keroseneae            | المُبْيَضَّة الكيروسينية     |
| C. lipolytica            | المُبْيَضَّة الحالّة للدهون   |
| C. lusitaniae            | المُبْيَضَّة اللوسيتانية     |
| C. lyxosophila           | المُبْيَضَّة الليكسوفيلية    |
| C. maltosa               | المُبْيَضَّة المالطية        |
| C. marina                | المُبْيَضَّة البحرية         |
| C. membranifaciens       | المُبْيَضَّة الغشائية        |
| C. mogii                 | المُبْيَضَّة موغي            |
| C. oleophila             | المُبْيَضَّة المحبة للزيت    |
| C. oregonensis           | المُبْيَضَّة الأوريغونية     |
| C. parapsilosis          | المُبْيَضَّة شبه الانحلالية  |
| C. quercitrusa           | المُبْيَضَّة الكويرسيتروزا   |
| C. rhizophoriensis       | المُبْيَضَّة الريزوفورية     |
| C. rugosa                | المُبْيَضَّة المتجعدة        |
| C. sake                  | المُبْيَضَّة الساكي          |
| C. sharkiensis           | المُبْيَضَّة الشاركية        |
| C. shehatea              | المُبْيَضَّة شحاتة           |
| C. temnochilae           | المُبْيَضَّة التمنوخيلية     |
| C. tenuis                | المُبْيَضَّة الدقيقة         |
| C. theae                 | المُبْيَضَّة الشايية         |
| C. tolerans              | المُبْيَضَّة المتحملة        |
| C. tropicalis            | المُبْيَضَّة المدارية        |
| C. tsuchiyae             | المُبْيَضَّة تسوشييا         |
| C. sinolaborantium       | المُبْيَضَّة السينولابوراتية |
| C. sojae                 | المُبْيَضَّة الصوياوية       |
| C. subhashii             | المُبْيَضَّة سوبهاشي         |
| C. viswanathii           | المُبْيَضَّة فيسواناثي       |
| C. ubatubensis           | المُبْيَضَّة أوباتوبية       |
| C. utilis                | المُبْيَضَّة النافعة         |
| C. zemplinina            | المُبْيَضَّة زيمبلينية       |